# Montebruno

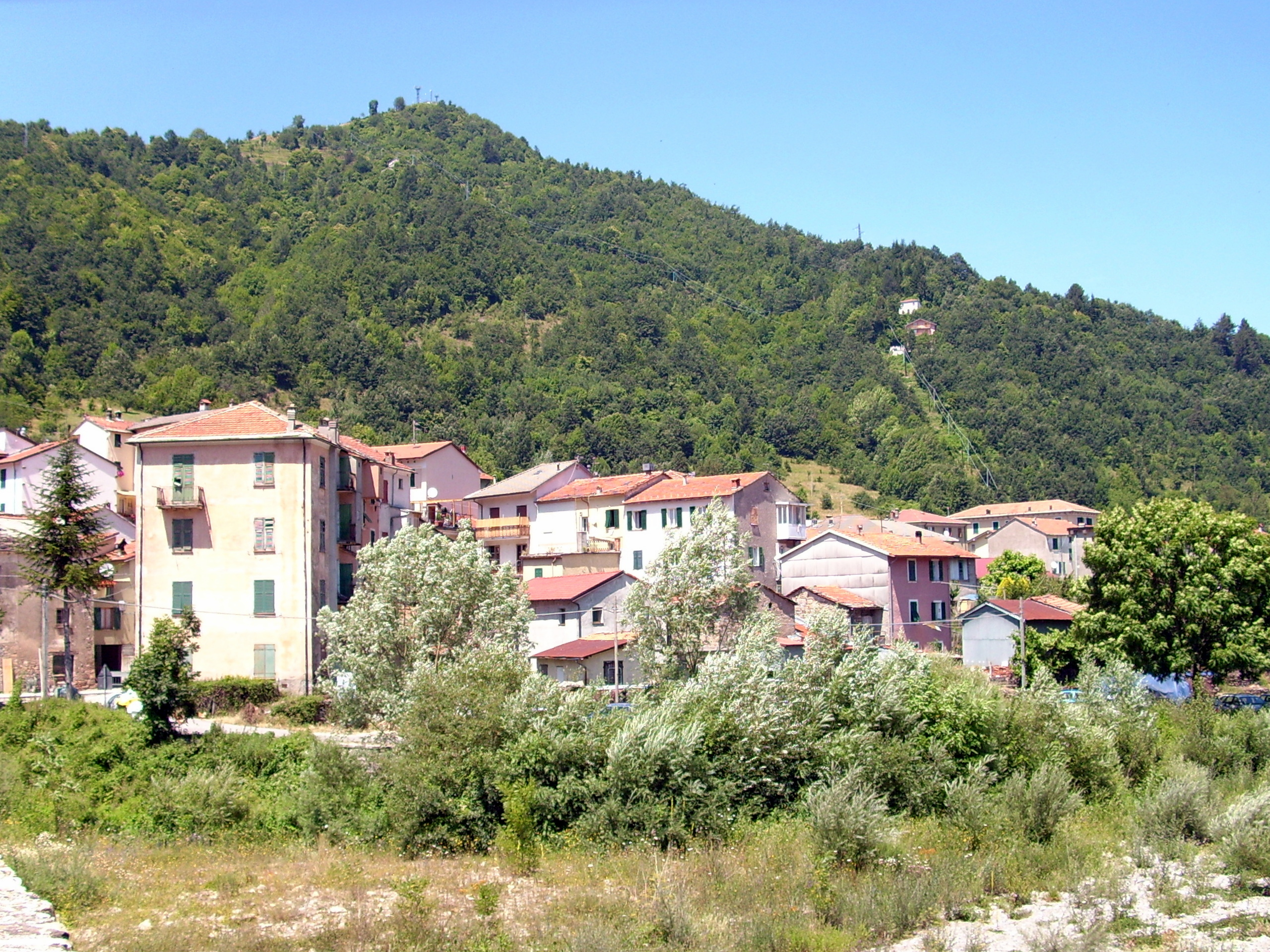
Vista de Montebruno

Montebruno es una localidad y comune italiana de la provincia de Génova, región de Liguria, con 236 habitantes.

## Evolución demográfica
| Gráfica de evolución demográfica de Montebruno entre 1861 y 2001 |
|                                                                  |
| Fuente ISTAT - elaboración gráfica de Wikipedia                  |